# Xanthorhoe argodesma
Xanthorhoe argodesma là một loài bướm đêm trong họ Geometridae.